# Buellas

Buellas este o comună în departamentul Ain din estul Franței.